# Jens Böhrnsen
Jens Böhrnsen (født 12. juni 1949 i Bremen) er en tysk politiker, var er borgmester i Bremen og derfor også ministerpræsident i delstaten Bremen. Han er valgt for SPD.
Efter studentereksamen i 1968 tog Böhrnsen sin første juridiske embedseksamen fra Universität Kiel i 1973 og i 1977 sin anden embedseksamen fra Universität Hamburg. Han blev derefter assessor i Bremens forvaltning og fra 1980 dommer.
I 1995 blev han valgt til Bremens parlament, Bremische Bürgerschaft. Han blev borgmester i november 2005 efter en urafstemning som følge af at Henning Scherf trådte tilbage. Han har blandt markeret sig i debatten om en ændring af Grundgesetz, hvor han har været en vokal modstander af, at Bremen slås sammen med Niedersachsen. Bremen har i løbet af de sidste 15 år været tynget af massiv gæld.
Efter Horst Köhler forlod præsidentembedet i utide 31. maj 2010, blev Böhrnsen i sin egenskab af formand for Forbundsrådet midlertidigt indsat som landets præsident. Udnævnelsen skete for 30 dage indtil en forbundsforsamling havde udpeget en til at overtage posten. Da de 30 dage udløb d. 30. juni blev Christian Wulff valgt som efterfølger og tiltrådte d. 2. juli.
Efter ti år som borgmester trak han sig tilbage efter valget i maj 2015. I juli 2015 blev han efterfulgt af Carsten Sieling.